# آلة ذاتية التصويت

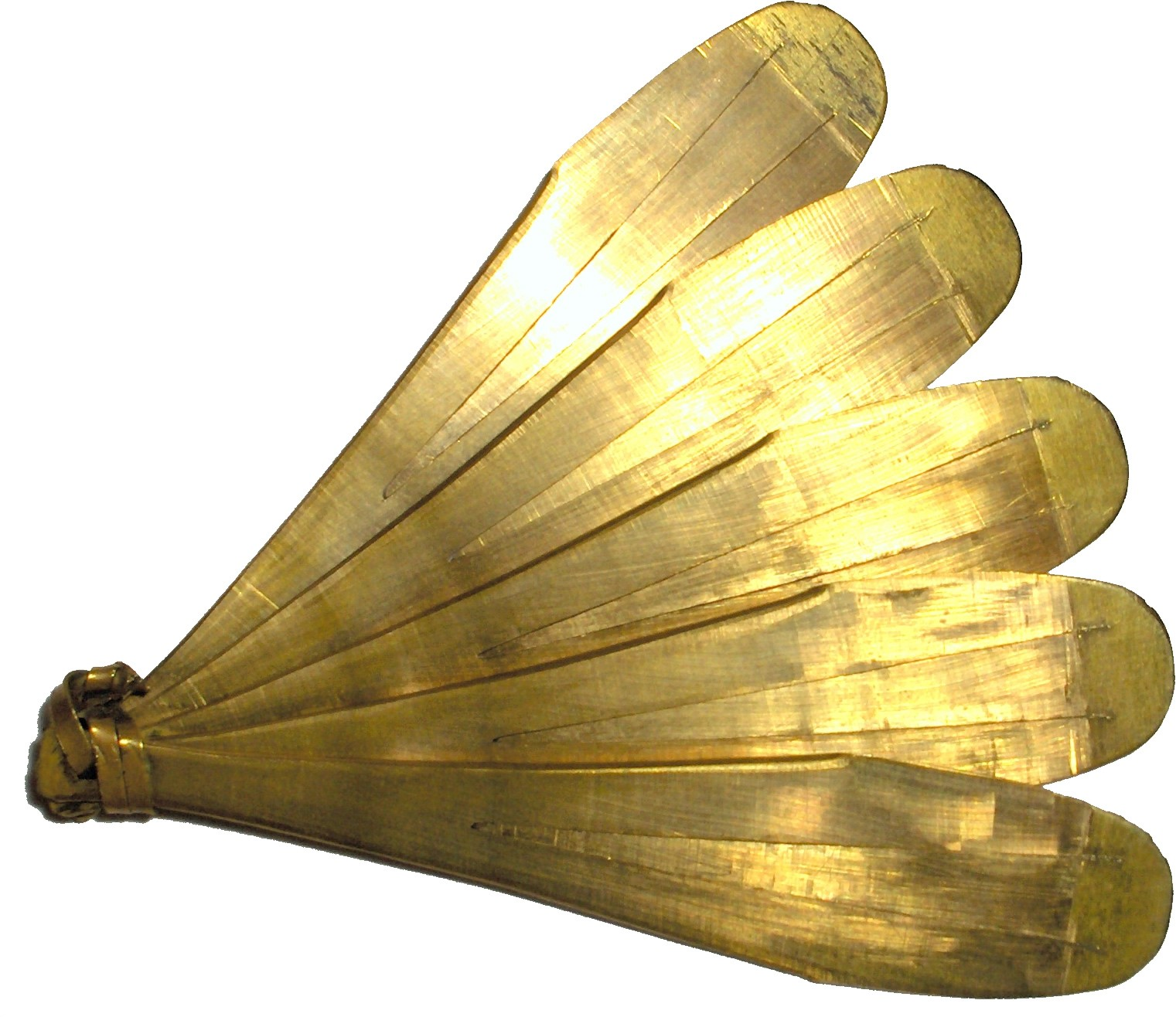
آلة kouxian من ذاتيات التصويت المنقورة

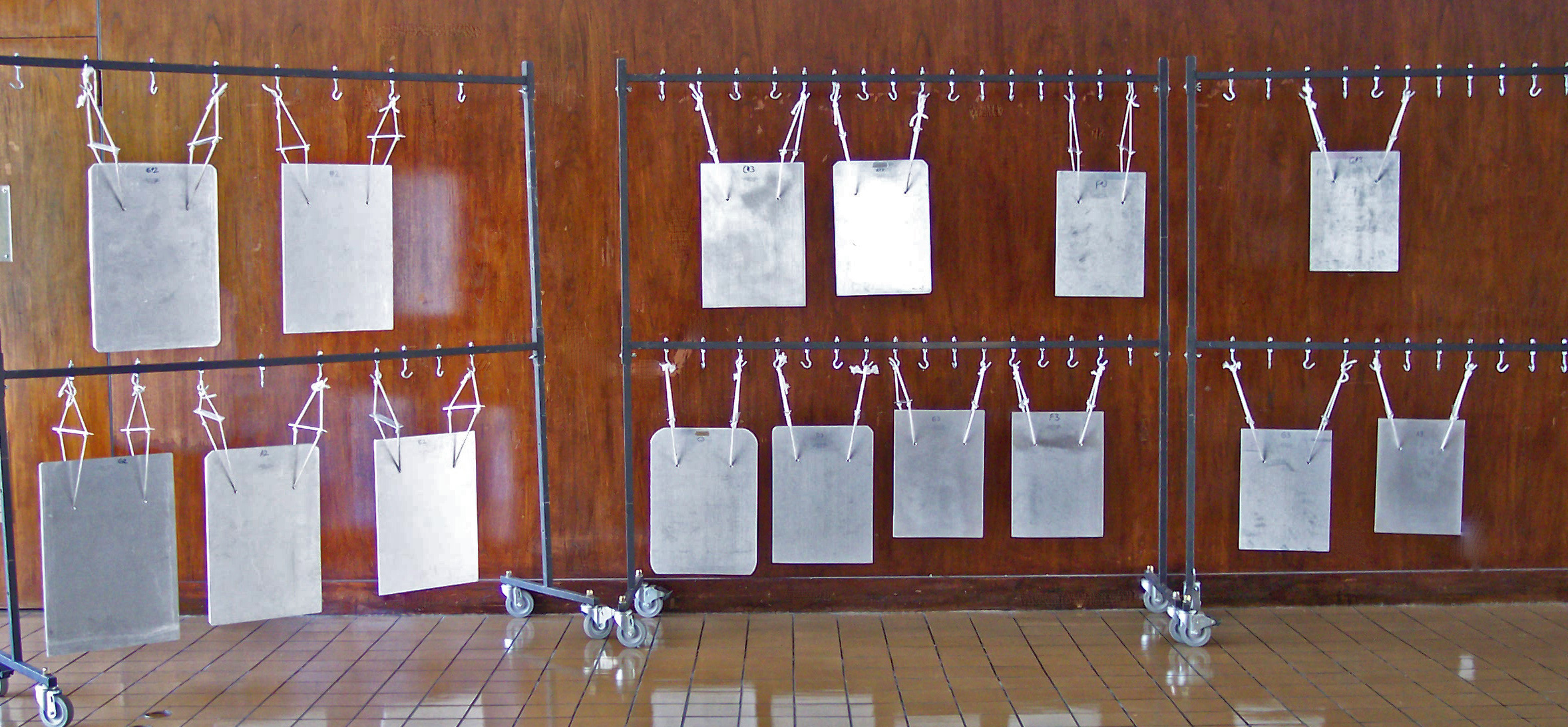
مجموعة من ألواح الأجراس مجالها دو_{2}–مي_{4} وهي ذاتيات تصويت مضروبة (تقرع بمطارق) أو ذاتيات تصويت احتكاك (تعزف بواسطة قوس)

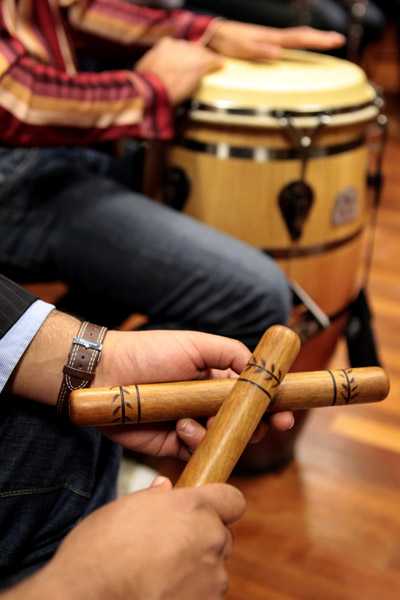
آلة الكلافي (في المقدمة) وهي إيديوفون مضروب

المُصوِّت الذاتي أو الآلة الذاتية الصوت أو الآلة الذاتية التصويت (بالإنجليزية: Idiophone) هي أي آلة موسيقية تنتج الصوت أساسًا عن طريق اهتزاز الآلة نفسها دون استخدام الهواء (كما هو حال الآلات الهوائية) أو الأوتار (الآلات الوترية) أو غشاء صوتي (الآلات الجلدية). هي أول فئة من المجموعات الأربعة الأساسية في نظام هورنبوستيل-ساكس الأصلي لتصنيف الآلات الموسيقية. سمى فيكتور-تشارلز ماهيلون هذه المجموعة في تصنيفه القديم أوتوفونات. أكثرها شيوعا ذاتيات التصويت المضروبة أو ذاتيات تصويت الاصطدام، والتي تهتز نتيجة لضريها مياشرة باستعمال يد أو عصا (مثل الطابوقة الخشبية أو المثلث أو الماريمبا) أو بشكل غير مباشر عن طريق حركة كشط أو هز (مثل آلتي الماركا والفليكستون). تنتمي عدة أنواع من الأجراس لكلا التصنيفين. يعتبر قيثار اليهود مثالا شائعا على إيديوفون منقور.

## أصل الكلمة
تأتي الكلمة من اليونيانية القديمة وهي خليط من idio- التي تعنى ذاتي، شخصي، أو منفرد. و -phone التي تعني صوت.

## تصميم
تصنع ذاتيات التصويت من مواد تنتج أصواتا مميزة. تصنع أغلب ذاتيات التصويت من الزجاج، المعدن، الخزف، والخشب. تعتبر ذاتيات التصويت جزءا من قسم الإيقاع في الأوركسترا.
يمكن للعديد من ذاتيات التصويت التي تضرب عادة مثل ألواح الميقاع والصنوج أن تعزف أيضا بواسطة قوس.